# Picollus

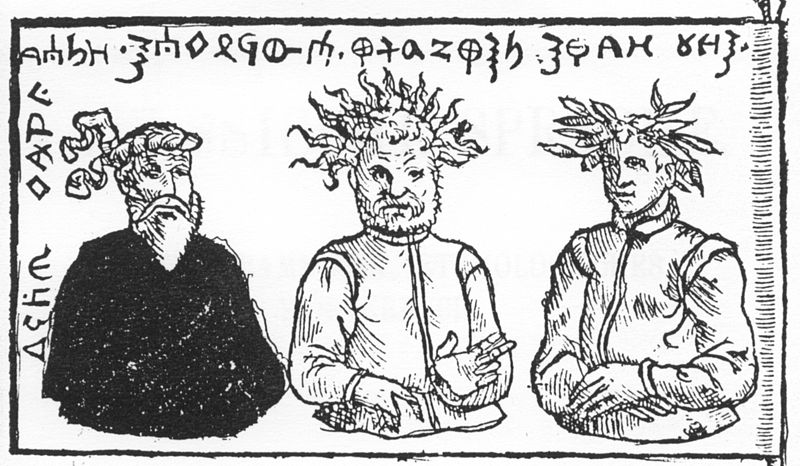
A trindade de Picollus, Perkunas e Patrimpas (da esquerda para a direita, respectivamente), que foi introduzida e popularizada por Simon Grunau.

Piccolus é um dos demônios ou espíritos descrito no livro Dictionnaire Infernal. Também é conhecido como Poccolus ou Pikulis; sem dúvida, estes nomes se referem à mesma deidade. Apesar de apresentado como tal, ele não é exatamente um demônio, mas um de uma tríade de deuses que representam as estações do ano:
- Patrimpas (Primavera)
- Perkunas (Verão)
- Picollus (Inverno)

Piccolus é um tipo de deus-destruidor, ou deus da morte. O que Patrimpas traz, Piccolus destrói. Ele é descrito como como um homem de olhar pálido de idade, com uma longa barba branca e um nariz grande, muitas vezes bem vestido. Ele era venerado pelos antigos habitantes da Prússia que, muitas vezes, ofereciam em sua honra a cabeça de um homem morto, que teria sido queimado num sebo, e seu sangue, que teria sido derramado em uma árvore específica, a qual ficaria milagrosamente verde.[carece de fontes?] Ele teria aparecido para pessoas importantes durante seus últimos dias.
Se ele não fosse apaziguado pelo sebo, ele aparecia uma segunda vez, exigindo sangue animal, geralmente de uma cabra ou de cavalo. Finalmente, não se apaziguando pela segunda visita, apareceria uma terceira vez, quando apenas o sangue humano poderia satisfazê-lo.
Ele foi o registrado pela primeira vez por Teodor Narbutt, um sábio letão que compilou Lietuvos Istorija, em que registrou espíritos e demônios, num de seus estudos de teologias orientias. Seu nome pode ser encontrado em volta do nome da arma de pique (em alemão, o verbo piken significa "picar com um objeto cortante").